# YZ Геркулеса
YZ Геркулеса (лат. YZ Herculis, HD 341966) — одиночная переменная звезда* в созвездии Геркулеса на расстоянии приблизительно 2570 световых лет (около 788 парсек) от Солнца. Видимая звёздная величина звезды — от +11,6m до +11m.
Открыта Максимилианом Вольфом в 1919 году.

## Характеристики
YZ Геркулеса — красный гигант, пульсирующая полуправильная переменная звезда типа SRB (SRB) спектрального класса M4, или M3, или M6. Эффективная температура — около 3286 K.